# Lavocine, Skole
Lavocine (în ucraineană Лавочне) este localitatea de reședință a comunei Lavocine din raionul Skole, regiunea Liov, Ucraina.

## Demografie
Componența lingvistică a localității Lavocine
     Ucraineană (99,42%)
     Alte limbi (0,42%)
Conform recensământului din 2001, majoritatea populației localității Lavocine era vorbitoare de ucraineană (99,42%), existând în minoritate și vorbitori de alte limbi.